# Ferenc Mészáros (football, 1950)
Pour les articles homonymes, voir Ferenc Mészáros et Mészáros.
Dans le nom hongrois Mészáros Ferenc, le nom de famille précède le prénom, mais cet article utilise l’ordre habituel en français Ferenc Mészáros, où le prénom précède le nom.
Ferenc Mészáros (né le 11 avril 1950 à Budapest en Hongrie et mort le 9 janvier 2023) est un joueur de football international hongrois, qui évoluait au poste de gardien de but, avant de devenir entraîneur.

## Biographie

### Carrière de joueur

#### Carrière en sélection
Avec l'équipe de Hongrie, il joue 29 matchs (pour aucun but inscrit) entre 1973 et 1988.
Il joue son premier match le 26 septembre 1973 contre la Yougoslavie et son dernier le 10 mai 1988 face au Danemark.
Il figure dans le groupe des sélectionnés lors des Coupes du monde de 1978 et de 1982. Lors du mondial 1978, il dispute un match contre l'Italie. Lors du mondial 1982, il joue contre le Salvador, l'Argentine et enfin la Belgique.

## Palmarès
| Vasas - Championnat de Hongrie (1) : - Champion : 1976-77. - Coupe de Hongrie (2) : - Vainqueur : 1972-73 et 1980-81. - Finaliste : 1979-80. |  | Sporting - Championnat du Portugal (1) : - Champion : 1981-82. - Coupe du Portugal (1) : - Vainqueur : 1981-82. |